# فلیکس اندریخ
فلیکس اندریخ (انگلیسی: Felix Endrich; ۵ دسامبر ۱۹۲۱ – ۳۱ ژانویهٔ ۱۹۵۳) ورزشکار بابسلد اهل سوئیس بود.